# Alpais

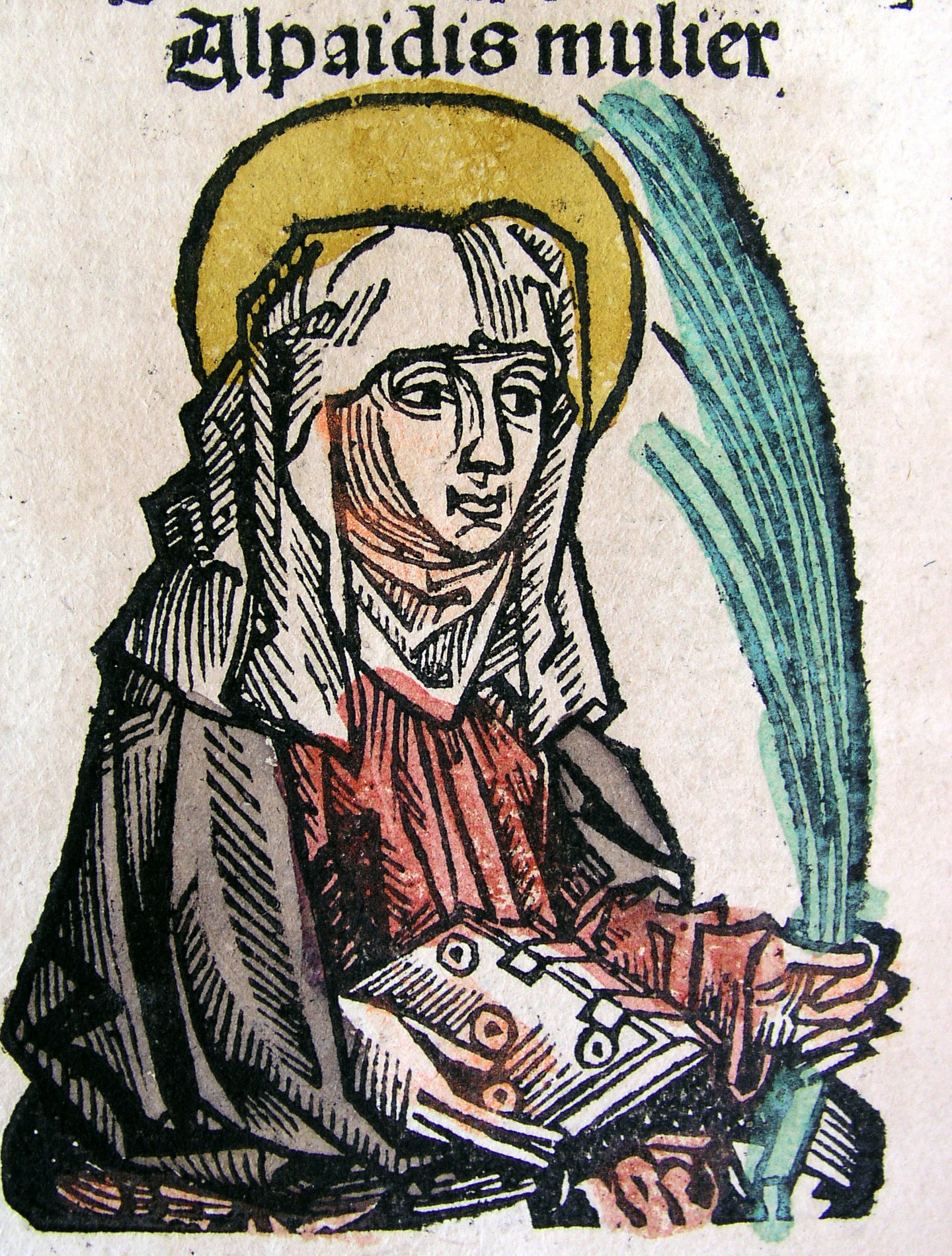
Alpais in der Nürnberger Chronik des Hartmann Schedel von 1493.

Alpais (auch Alpis, Aupaies, Alpay, Alpaide; * 1155/57; † 3. November 1211 in Cudot) war eine Eremitin in der Diözese Sens und Orleans.
Alpais soll auf wunderbare Weise von der Lepra geheilt worden sein und soll als Inklusin angeblich über lange Zeit nur von der heiligen Kommunion gelebt haben. Ihre Verehrung beeinflusste Autoren wie Caesarius von Heisterbach und Robert von Auxerre. 1180 stiftete Adele, die Gattin des französischen Königs Ludwig VII., ein Werk „pour l’amour d’Alpaise“.
Alpais wurde am 26. Februar 1874 durch Pius IX. seliggesprochen (Fest 3. November). Ihr Grab befindet sich in der Kirche Notre-Dame-de-l’Assomption in Cudot (Frankreich, Département Yonne).